# Afrika Bambaataa
Afrika Bambaataa, pseudonimo di Lance Taylor (New York, 17 aprile 1957), è un rapper e disc jockey statunitense e una delle figure storiche più rappresentative dell'hip hop. Generalmente ritenuto uno dei primi e più importanti musicisti del genere hip hop, Bambaataa contribuì a inventare l'"electro rap", uno stile destinato a caratterizzare molta musica degli anni ottanta.

## Biografia

### Giovinezza
Per moltissimi anni si è creduto erroneamente che il suo vero nome fosse Kevin Donovan, e non Lance Taylor. Taylor visse la propria adolescenza nel Bronx di New York, dove partecipò alle iniziative del gruppo attivista Bronx River Projects ed assistette ai movimenti di liberazione dei neri. L'ascolto dei numerosi dischi della madre fu ciò che contribuì maggiormente ad interessare Taylor alla musica.
A causa della politica ufficiale del Bronx negli anni settanta, la gente iniziò ad associarsi alle gang per ragioni di sicurezza (secondo le testimonianze, vivere nel Bronx e non essere membro di una gang durante gli anni Settanta poteva essere fatale). Le bande criminali diventarono presto la "legge in assenza della legge", combattendo contro il commercio di droghe pesanti, garantendo un servizio sociale di sanità e cercando di riportare alla legalità le zone ritenute "deviate". Dopo aver fondato la gang dei Savage Seven (più tardi rinominata Black Spades) ed esserne divenuto il leader, Lance iniziò ad instaurare relazioni amichevoli con i membri di altri gruppi criminali; come conseguenza, i Black Spades divennero la banda più numerosa ed influente del Bronx.
Dopo aver viaggiato in Africa ed aver visto il film Zulu, iniziò a ripudiare la violenza, convinse la propria gang ad avere un atteggiamento pacifico verso il prossimo e fondò la comunità Bronx River Organisation.

### Carriera
Dopo aver scelto il nome d'arte Afrika Bambaataa (ripreso da quello di un capo Zulù considerato il precursore del movimento anti-apartheid), iniziò ad organizzare delle feste hip-hop dove suonò musica ispirata a quella di DJ Kool Herc e Kool Moe Dee. Dopo aver deciso di utilizzare l'hip hop per interrompere le violenze esercitate dalle gang, il cantante formò la Universal Zulu Nation Family Of Funk (nota più semplicemente come Zulu Nation), una comunità di ragazzi di colore che contribuì a portare la pace fra i gruppi micro-criminali.
Divenuto successivamente noto anche con il nome Master of Records, Bambaataa fondò due gruppi rap: i Jazzy 5 e i Soulsonic Force. Nel 1982, gli venne regalata una vecchia tastiera elettronica utilizzata in precedenza dai Kraftwerk, mentre Arthur Baker e John Robie, rispettivamente produttore e tastierista, gli diedero una beat box. Queste apparecchiature divennero, da quel momento, quelle più utilizzate dal deejay.
Nel 1980 Bambaataa e la Universal Zulu Nation Family Of Funk pubblicarono il loro primo singolo, Zulu Nation Throwdown, e parteciparono ad un tour che, secondo le intenzioni del musicista, doveva soprattutto contribuire ad espandere la cultura dell'hip hop, da lui considerato un mezzo per testimoniare valori quali la pace, l'unità, l'amore, e il divertimento.
In seguito pubblica i singoli Jazzy Sensation nel 1981, Planet Rock (canzone nota anche per la sua citazione di Trans-Europe Express dei Kraftwerk) nel 1982 e Looking for the Perfect Beat nel 1983; gli ultimi due dischi in particolare, realizzati insieme ai Soulsonic Force, lo consacrano come uno dei maestri del Rap della vecchia scuola. Nel 1984 Bambaataa e i Soulsonic Force pubblicano insieme agli Shango (altra formazione facente parte del giro della Zulu Nation) il singolo Frantic Situation, brano che il gruppo esegue dal vivo nel cult movie dell'Old school hip hop Beat Street, dove fa una breve apparizione. Nel 1986 escono l'EP Unity, opera realizzata in collaborazione con James Brown, la compilation Planet Rock: The Album, pubblicazione contenente alcuni brani d'inizio carriera di Bambaataa e l'LP Beware (The Funk Is Everywhere), album comprendente fra l'altro una cover del brano Kick Out the Jams dei MC5; nel 1987 esce l'EP Death Mix Throwdown.
Nel 1988, dopo aver firmato un contratto discografico con la Capitol, Bambaataa pubblica il disco The Light, un album in cui parteciparono numerosi musicisti, tra i quali (Boy George, Nona Hendryx, Bill Laswell, George Clinton ed altri).. È dello stesso anno la collaborazione con Enzo Avitabile nel singolo Street happiness del cantante napoletano. Dopo aver subito un calo di popolarità dovuto all'emersione di generi musicali quali la house e di molti altri musicisti hip hop, nel 1991 Bambaataa pubblica The Decade of Darkness 1990-2000, album orientato verso la musica da ballo commerciale di inizio anni novanta e la nascente scena techno (genere musicale dal quale Bambaataa verrà influenzato e che caratterizzerà molte delle sue opere successive), e che vede la partecipazione di alcuni DJ e produttori dance italiani. 
Nel 1996 escono gli album Lost Generation, disco di nuovo realizzato in collaborazione con i Soulsonic Force, ed orientato anch'esso sulla musica elettronica e house, e Warlocks and Witches, Computer Chips, Microchips and You, realizzato in collaborazione con i Time Zone. Nel 1999 esce l'EP Return To The Planet Rock, realizzato insieme a Soulsonic Force e Jungle Brothers , seguito nel 2004 da Dark Matter Moving At The Speed of Light e Everyday People - The Breakbeat Party Album, quest'ultimo realizzato con i Time Zone. 
Nel 2014 esce Zulu Rainin' Hell, disco che è un mix di campionamenti e dub tratte dalle registrazioni dei suoi primi lavori. Oltre agli album ufficiali, Bambaataa nel corso della sua carriera ha pubblicato numerosi singoli, l'ultimo dei quali è Funk On The 1, disco uscito nel 2019 e realizzato come tributo a Sly & the Family Stone. Sono uscite inoltre diverse compilation facenti riferimento alle sue opere; tra queste Don't Stop: Planet Rock Remix, EP che contiene alcuni remix, di brani tratti dal suo repertorio, realizzati da autori vari (compresi LFO e 808 State).

## Stile musicale
Pioniere del genere hip hop, Afrika Bambaataa ha proposto uno stile in cui manipola vinili ed effetti sonori sfruttando giradischi, drum machine e vocoder. Secondo le testimonianze, Bambaataa fu "il primo a capire le potenzialità espressive del rap e a piegarlo al gusto chic degli intellettuali". Viene spesso ricordato per la sua Planet Rock, prima traccia hip-hop costruita su una base elettronica e con cui ha inventato l'electro-funk. A lui sono attribuite la paternità della house, della techno, del freestyle, del Miami bass e del funk carioca.

## Accuse di molestie sessuali
Nell'aprile del 2016, l'attivista politico Ronald Savage, originario del Bronx, ha accusato Bambaataa di averlo molestato nel 1980, quando Savage aveva 15 anni. A seguito delle accuse di Savage, altri tre uomini hanno accusato Bambaataa di abusi sessuali. Bambaataa ha rilasciato una dichiarazione a Rolling Stone negando le accuse. Il 6 maggio 2016, Bambaataa ha lasciato la sua posizione a capo della Zulu Nation. 

Proprio in occasione di questo scandalo è emerso da documenti ufficiali che il vero nome di Afrika Bambaataa è Lance Taylor, non Kevin Donovan, che in realtà è un musicista della Harlem Underground Band, il cui nome è riportato sull'etichetta di Death Mix, primo disco di Bambaataa.

## Discografia

### Album in studio
- 1985 - Sun City
- 1986 - Planet Rock: The Album
- 1986 - Beware (The Funk Is Everywhere)
- 1987 - Death Mix Throwdown
- 1988 - The Light
- 1996 - Jazzin' by Khayan: The New World Power
- 1996 - Lost Generation
- 1996 - Warlocks and Witches, Computer Chips, Microchips and You
- 1999 - Electro Funk Breakdown
- 1999 - Return to Planet Rock
- 2000 - Hydraulic Funk
- 2000 - Theme of the United Nations w/ DJ Yutaka
- 2004 - Dark Matter Moving at the Speed of Light
- 2005 - Metal
- 2005 - Metal Remixes
- 2006 - Death Mix 2
- 2014 - Zulu Rainin' Hell

### EP
- 1983 - Death Mix
- 1992 - Don't Stop... Planet Rock (The Remix EP)

### Raccolte
- 1991 - The Decade of Darkness 1990-2000
- 1997 - Zulu Groove
- 2001 - Looking for the Perfect Beat: 1980-1985

### Singoli
- 1981 - Zulu Nation Throwdown
- 1981 - Jazzy Sensation
- 1982 - Planet Rock
- 1982 - Looking for the Perfect Beat
- 1983 - Renegades of Funk
- 1983 - Wildstyle
- 1984 - Unity (con James Brown)
- 1984 - World Destruction
- 1984 - Frantic Situation (con Shango)
- 1984 - World Destruction (con John Lydon)
- 1986 - Bambaataa's Theme
- 1988 - Reckless (con UB40)
- 1990 - Just Get Up and Dance
- 1991 - Is There Anybody Out There? (con Bassheads)
- 1993 - Zulu War Chant
- 1993 - What's the Name of this Nation?...Zulu
- 1993 - Feeling Irie
- 1994 - Pupunanny
- 1994 - Feel the Vibe (con Khayan)
- 1998 - Agharta - The City of Shamballa (con WestBam)
- 1998 - Go to Get Up (vs. Carpe Diem)
- 1999 - Afrika Shox (con Leftfield)
- 2001 - Planet Rock (con Paul Oakenfold)